# Féerie (roman)
Féerie (titre original : Fairyland) est un roman de science-fiction de Paul J. McAuley, paru en 1995.
Féerie a été récompensé par deux prix et a été salué comme le premier roman mettant en scène un univers  biopunk : « roman de fiction spéculative génétiquement modifié dont l'écriture s'enroule avec volupté dans l'ADN du merveilleux »  ainsi que le définissait Philippe Curval qui faisait également de l'ouvrage une critique quelque peu nuancée.

## Résumé
Féerie nous plonge dans un futur postcyberpunk où les poupées sont des créatures à base d'ADN humain génétiquement modifié utilisées comme esclaves.
Une jeune fille, Milena, persuade un bio-hacker, - Alex Sharkey -, de l'aider à transformer les poupées androïdes en fées. Alex succombe au charme de la fillette avant qu’elle ne disparaisse. Obsédé par sa disparition, il poursuit les traces des fées partout en Europe, persuadé qu’elles sont régies par la jeune fille.

## Prix littéraires
- Prix Arthur-C.-Clarke 1996
- Prix John-Wood-Campbell Memorial 1997